# Jüdischer Friedhof (Lamspringe)
Der Jüdische Friedhof Lamspringe liegt in der Einheitsgemeinde Lamspringe im niedersächsischen Landkreis Hildesheim. Auf dem 875 m² großen jüdischen Friedhof an der Waldstraße befinden sich drei Gräber der Familien Brandt und Rosenblatt, es sind zwei Grabsteine erhalten. Das Gelände wurde im Jahr 1964 wieder hergerichtet.